# Сарра
Са́рра (греч. Σαρρα, лат. Sara, др.-евр. שָׂרָה‬, прежде — Сара Σαρα, Sarai, שָׂרַי‬, в девичестве — Иска Ιεσχα, Ieschae, יִסְכָּה‬) — жена Авраама, первая из четырёх прародительниц еврейского народа.

## Этимология имени
По поводу этимологии имени Сарра у исследователей существуют различные мнения. В соответствии с наиболее распространённой точкой зрения Сарра означает «княгиня, владычица». В Аггаде имя Сарай интерпретируется как «княгиня своего народа», а изменение имени на Сарру — наречение её «княгиней всего человечества».

## В Библии и Талмуде
В Библии Сарра названа невесткой отца Авраама, Фарры. В то же время в Библии Авраам говорит Авимелеху, что она — его единокровная сестра (то есть дочь Фарры, но не матери Авраама).
Талмуд отождествляет Сарру и Иску, тогда получается, что Сарра — дочь рано умершего Арана и, тем самым, племянница Авраама.
Сарра была не просто супругой Авраама, она играла важную роль в деле, которому посвятил себя её муж. Слова о том, что Авраам и Сарра (тогда ещё Аврам и Сара), покинув Ур Халдейский, прошли через Харран и взяли с собой «и всех людей, которых они имели в Харране» (Быт. 12:5), толкуются еврейскими комментаторами в смысле новообращённых, которые приняли новую веру, причём Авраам обращал мужчин, а Сарра — женщин.
Библия повествует о бесплодии Сарры (Быт. 11:29, 30), подчёркивая непоколебимую веру Авраама в исполнение Божественного обещания многочисленного потомства (Быт. 12:1—4). Отчаявшись иметь собственных детей, Сарра дала Аврааму в наложницы свою служанку Агарь, чтобы та родила ему детей вместо неё (Быт. 16:2, 3). Эта практика известна также у других древних народов Ближнего Востока (кодекс Хаммурапи, тексты из Нузи). Агарь родила Авраму сына Измаила (Быт. 16:15).
Бог объявляет Авраму, что Он даст ему сына от Сары, «и произойдут от неё народы, и цари народов произойдут от неё» (Быт. 17:16). Обещание Бога дать Авраму и Саре сына сопряжено с переименованием Аврама в Авраама и Сары (в иудаизме — Сарай) в Сарру и заключением с ним завета, который сопровождается символическим предписанием обрезания (Быт. 17:1—21). После этого Сарра родила Исаака в возрасте 90 лет.
Согласно Библии, Бог повелел Аврааму слушаться Сарру во всём, что она ему скажет (Быт. 21:12). Следуя этому указанию, Авраам выполнил требование Сары изгнать Измаила и Агарь, своего сына и его мать (Быт. 21:14).
Согласно Библии, Сарра умерла в возрасте 127 лет в Кирьят-Арбе (Хеврон), и Авраам похоронил её в пещере Махпела, которую он приобрёл у хетийца Ефрона (Эфрона), сына Цохара за 400 сиклей (Быт. 23:1—20).

## В традиции
Мхитар Айриванеци упоминает мать Сарры Земруту.
По преданию, возле шатра Сарры всегда стояло Божественное облако. Сарра умерла от потрясения, когда Исаак рассказал матери о попытке отца принести его в жертву.

## Мнения о Сарре
По словам раввина Адина Штейнзальца:
Сара — это не покорная жена, пассивно сопровождающая мужа, но личность с твёрдой волей и сильным характером, побуждавшим её принимать самостоятельные решения и осуществлять их, когда того требуют обстоятельства. Более того, во многих случаях Сара оказывается наставницей мужа.

## Фольклорные параллели
Историк Введенский Д. И. обнаруживал сходство между приключениями с женой Баты в древнеегипетской повести «О двух братьях» и историей Сарры в Египте. Немировский А. А. рассматривает историю о пребывании Сарры в Египте «вполне сказочной» и сравнивает со сказкой «Об обреченном царевиче».

## Образ в кино
| Название                                                  | Страна                           | Год  | Режиссёр            | В роли Сарры    | Примечания  |
| --------------------------------------------------------- | -------------------------------- | ---- | ------------------- | --------------- | ----------- |
| Библия                                                    | США · Италия                     | 1966 | Джон Хьюстон        | Ава Гарднер     |             |
| Авраам: Хранитель веры                                    | США · Италия · Великобритания    | 1994 | Джозеф Сарджент     | Барбара Херши   |             |
| Библейские сказания: Апостол Павел. Чудо на пути в Дамаск | Италия · Германия · Чехия        | 2000 | Роджер Янг          | Фейт Брук       | мини-сериал |
| Библейские сказания: Иуда                                 | Италия · Германия                | 2001 | Раффаэле Мертес     | Аглайя Шишковиц |             |
| Ибрахим: Друг Аллаха                                      | Иран                             | 2005 | Мохаммад Реза Варзи | Негин Седг Гуя  |             |
| Библия                                                    | США                              | 2013 | Тони Митчелл        | Жозефина Батлер | мини-сериал |
| Мария Магдалина                                           | Великобритания · США · Австралия | 2018 | Гарт Дэвис          | Хадас Ярон      |             |
| Его единственный сын                                      | США                              | 2023 | Дэвид Хеллинг       | Сара Сейед      |             |